# Heiko Folkerts
Heiko Ulrich Folkerts (* 13. Februar 1930 auf Norderney; † 7. November 2007 in Bernried am Starnberger See) war ein deutscher Architekt, Hochschullehrer und Maler. Er entwickelte eines der ersten konsequent ökologischen bzw. baubiologischen Häuser, sein Architekturbüro zählt zu den bedeutenden Pionierbüros des ökologischen Bauens in Europa.

## Leben und Wirken

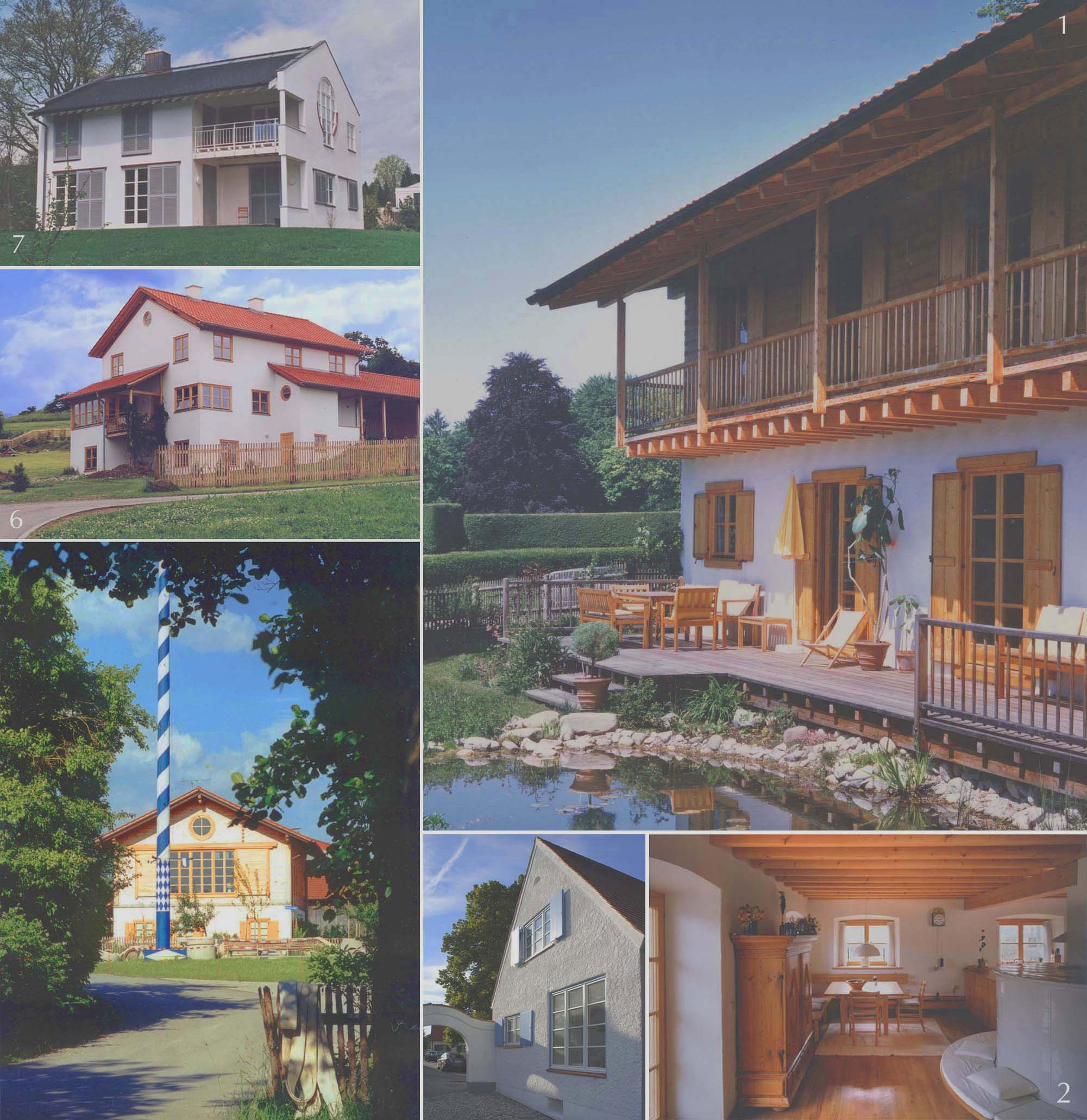
Projekte Folkerts Architekten

Folkerts wurde am 13. Februar 1930 als Sohn des ostfriesischen See- und Landschaftsmalers Poppe Folkerts und seiner Frau, der Kapitänstochter Frida Wilken (1893–1982) auf Norderney geboren. Nach dem Besuch der Hermann-Lietz-Schule in Spiekeroog studierte Folkerts Malerei und Grafik in Karlsruhe, anschließend Architektur in Köln, Darmstadt und München. Von 1953 bis 1954 baute Folkerts für den Landschaftsarchitekten und Alwin Seifert Mitarbeiter Friedrich Schaub den Gärtnerhof in Köln-Rodenkirchen. Durch den Bau seines Erstlings und die lobende Empfehlung des Stuttgarter Architekturprofessors Paul Schmitthenner, einem Hauptvertreter der Stuttgarter Schule, wurde Folkerts Mitarbeiter bei Professor Willem Bäumer in Hamburg und Edmund Zens in Köln.
Folkerts war von 1962 bis 1971 langjähriger Assistent und Mitarbeiter bei Johannes Ludwig und Josef Wiedemann an der Technischen Universität München. Durch die Entwicklung und Veröffentlichung der Dachkonstruktionen und Details im Dachatlas für Geneigte Dächer des Detail-Verlags in München, eines der ersten umfassenden Standardwerke für Dachkonstruktionen, wurde er von Franz Hart von 1972 bis 1995 zum Lehrbeauftragten für Hochbaukonstruktion und Raumkunst an der Technischen Universität München berufen. 1974 gründete er sein eigenes Architekturbüro mit bundesweiten Projekten für ökologisches Bauen, Wohnungs- und Kommunalbau, Möbel, Innenausbau, denkmalgerechte Sanierungen und Industrieberatung. Das Büro wird seit 2004 von seinem Sohn, dem Architekten Heiko Poppe Folkerts und seiner Frau Carola Folkerts unter dem Namen Folkerts Architekten in Weilheim in Oberbayern geführt.
Folkerts zählt durch den Bau eines der ersten konsequent ökologischen bzw. baubiologischen Häuser in Bernried am Starnberger See 1975–1976 und vielen weiteren Pionierprojekten des gesunden Bauens zu den Vordenkern, Nestoren und Wegbereitern des ökologisches Bauens bzw. des nachhaltigen Bauens in Deutschland. Ebenso gilt sein 1983 errichtetes Wohn- und Geschäftsgebäude für das Naturversandhaus Köppel in Rüthi als eines der ersten konsequent ökologischen Bauprojekte in der Schweiz. Bekannt wurde Folkerts durch mehrere gewürdigte Hausbeispiele in der Sendereihe Topographie im Bayerischen Fernsehen des Dokumentarfilmers und Autors Dieter Wieland, sowie durch zahlreiche Vorlesungen, Besichtigungen, Vorträge und Veröffentlichungen.

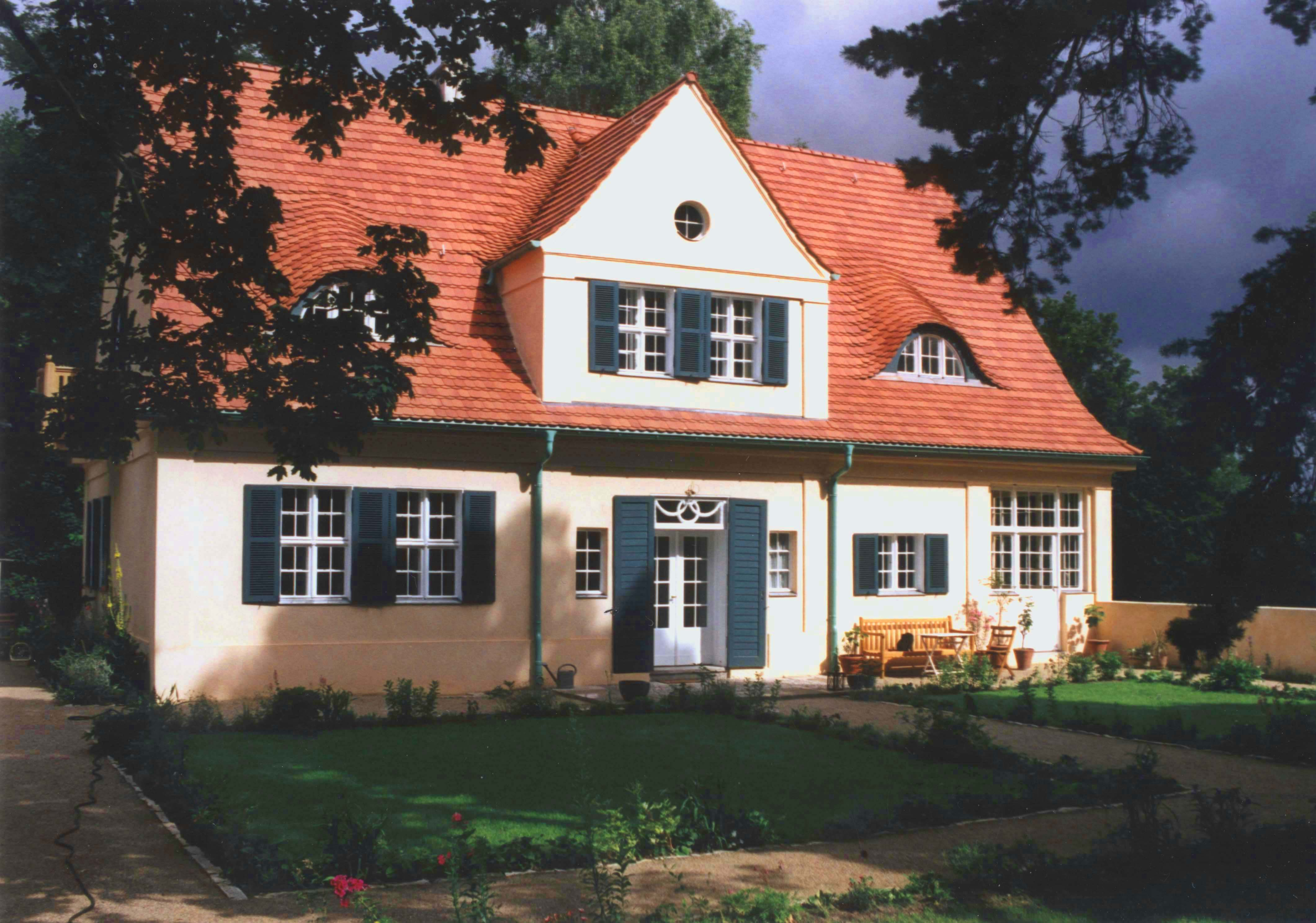
Haus Riehl, Erstling von Ludwig Mies, 1998–2000 von Folkerts Architekten instand gesetzt

Folkerts gelang es auch durch seine Initiativen und Petitionen im bayerischen Landtag, den Wilhelmina-Busch-Woods-Stiftungspark in Bernried von Carl von Effner unter Denkmalschutz zu stellen und die Sanierung und den Erhalt des Bernrieder Parks durch ein umfangreiches Parkpflegekonzept langfristig zu sichern.
Internationale Bedeutung erlangte die Instandsetzung, Rekonstruktion und der denkmalgerechte Innenausbau von Haus Riehl  in Potsdam-Neubabelsberg, dem Erstling von Ludwig Mies van der Rohe, einem bedeutenden deutschen Architekten der Internationalen Moderne. Das vollkommen desolate Gebäude wurde von Folkerts Architekten 1998 bis 2000 aufwendig instand gesetzt, nach Fotos rekonstruiert und innen zum Wohnhaus umgestaltet. Ergänzt wurden ein neues Treppenhaus, Grundöfen, eine Temperieranlage, Möbel, Bäder, eine neue Küche im Erdgeschoss und Aufenthaltsräume im Untergeschoss. Außen wurde der Holzbalkon und die Gartenmauer mit Toranlagen rekonstruiert sowie der vom Gartenarchitekt Karl Foerster gestaltete Reformgarten neu angelegt.

## Bauten und Entwürfe (Auswahl)

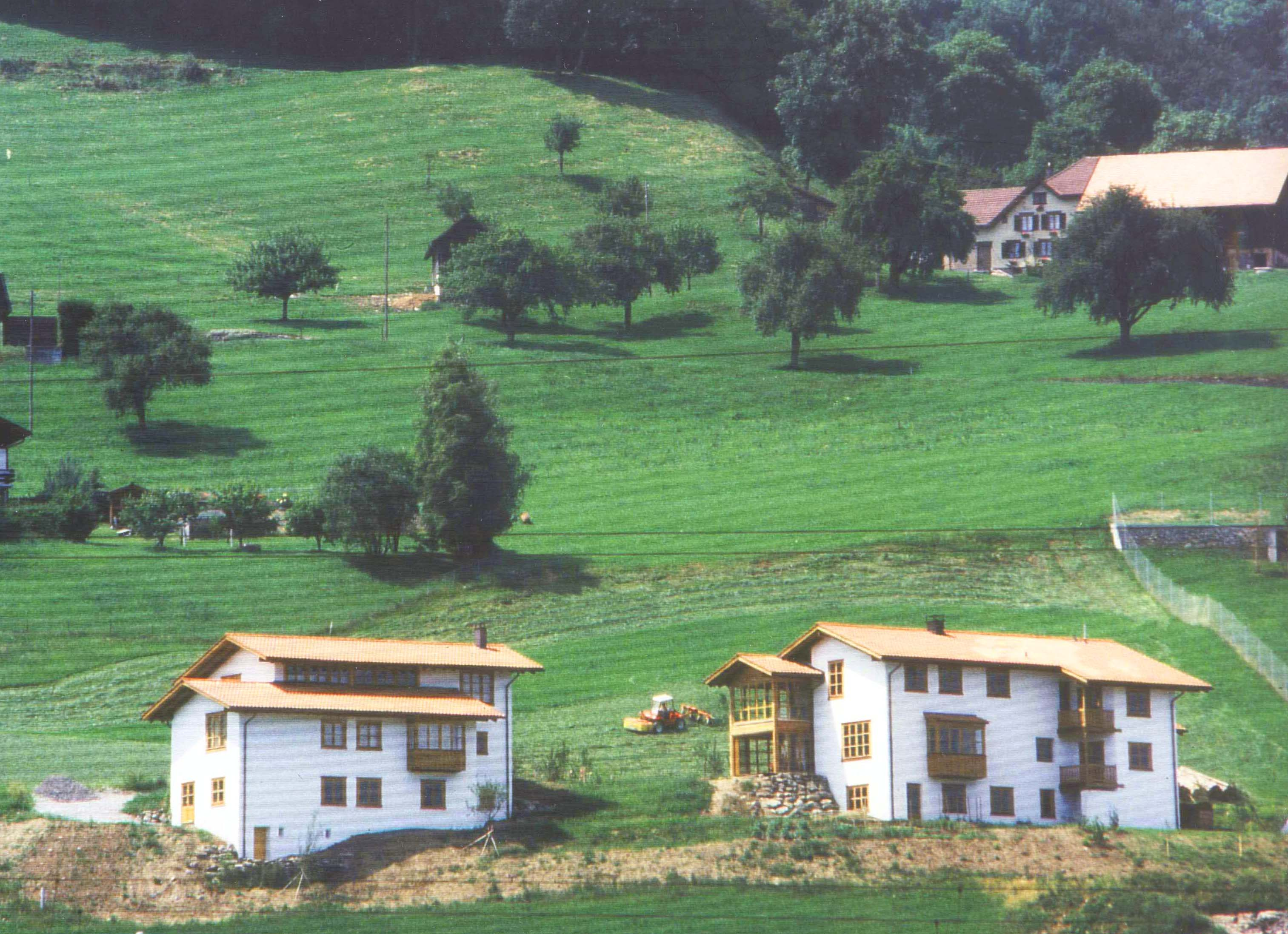
1983 eines der ersten konsequent ökologischen bzw. baubiologischen Projekte in der Schweiz, Wohn- und Geschäftshaus für die Familie Köppel in Rüthi CH von Folkerts Architekten

- Instandsetzung, Rekonstruktion und neuer Innenausbau von Haus Riehl in Potsdam-Neubabelsberg, 1998 bis 2000.
- Haus für den Filmemacher des Bayerischen Fernsehens und Autor Dieter Wieland, 2002
- Villa in München-Biederstein für den Verleger C. H. Beck, 1996
- Wertstoffhof Perlach für die Stadt München, Bayerwaldstraße 33 in München, 1990.
- Wohn- und Geschäftshaus für Köppel Naturversand in Rüthi (Schweiz), 1983
- Neubau des Westerhofs, einem Aussiedlerhof bei Bernbeuren, 1986
- Neubau eines Einfamilienhauses für den Schriftsteller und Verlagslektor des C. H. Beck Verlags, Günther Schiwy in Steinebach am Wörthsee, 1988
- Gärtnerhof Schaub in (Köln)-Rodenkirchen für den Landschaftsarchitekten Friedrich Schaub, 1955
- Evangelische St.-Markus-Kirche mit Pfarr- und Gemeindehaus in Coburg (als Mitarbeiter von Johannes Ludwig), 1966
- Evangelische Versöhnungskirche mit Gemeindesaal in Garching an der Alz (als Mitarbeiter von Johannes Ludwig), 1967

## Schriften und Ausstellungen
- Mies van der Rohe. Frühe Bauten. (= Berliner Beiträge zur Bauforschung und Denkmalpflege.) Michael Imhof Verlag, Petersberg 2004, ISBN 3-935590-96-2. (mit Beiträgen von Heiko U. Folkerts, Heiko P. Folkerts, Carola Folkerts)
- Ausstellungen: „Mies in Berlin, Die Berliner Jahre 1907–1938“. Museum of Modern Art, New York City, gezeigt von der Kunstbibliothek, im Alten Museum, Berlin 2001–2002
- Sendereihe Topographie im Bayerischen Fernsehen von Dieter Wieland, Die Große Kunst ein kleines Haus zu bauen
- C. Brand: Ökologisch bauen, gesund Wohnen. Callwey Verlag, München 1993.
- Peter M. Bode: Architektur zum Wohnen. Süddeutscher Verlag, München 1985.
- Dachkonstruktionen im „DACHATLAS geneigte Dächer“, Brennecke, Heiko Folkerts, Haferland, Franz Hart, 1980, DETAIL Institut für internationale Architektur-Dokumentation München
- „2G N.48/49-Mies van der Rohe, Casas Houses“. Beatriz Colomina, Moisés Puente, Hans-Christian Schink, GG-Verlag Barcelona 2009, ISBN 978-84-252-2188-0.
- Mies in Berlin. Ludwig Mies van der Rohe. Die Berliner Jahre 1907–1938. Terence Riley, Barry Bergdoll, Museum of Modern Art, Prestel Verlag 2001, ISBN 3-7913-2552-3.
- Johannes Ludwig, Bauten, Projekte, Möbel. Friedrich Kurrent, Lehrstuhl für Entwerfen, Raumgestaltung und Sakralbau, TU München 1984.
- Franz Hart, Bayerischer Landesverein für Heimatpflege e. V. (Hrsg.): Alpenvorland. Haus Folkerts Bernried. München 1982.
- Friedrich Kurrent (Hrsg.): Johannes Ludwig Bauten, Projekte, Möbel. Ausstellungskatalog Technische Universität München, München 1984